# Aleksandr Andrejevič von Bunge
Aleksandr Andrejevič von Bunge (rus. Александр Андреевич Фон Бунге, nje.  Alexander Georg von Bunge) (Kijev, Ukrajina, 6. listopada 1803. – Mõtliku, Estonija 18. srpnja 1890.) je bio ruski botaničar, orijentalist, sinolog, istraživač i liječnik. Rodom je bio baltički Nijemac. 
Predavao je botaniku na sveučilištu u estonskom gradu Tartuu, koji je onda bio dijelom Ruskog Carstva. Bio je pročelnikom odjela od 1842. do 1844. godine. Poduzeo je brojne znanstvene ekspedicije u Aziju, posebice u Sibir.
Njemu u čast su imenovani krater na Marsu (Bunge, nalazi se na 34,2° jug 48,7° zapad, promjera je 73,7 km) i Zemlja Bunge (dio otoka Koteljni, Anžuovi otoci).
Kad se citira fon Bungeov prinos botaničkom imenu, rabi se oznaka Bunge.